# Garsauritis desmora
Garsauritis desmora är en fjärilsart som beskrevs av Richard Haensch 1905. Garsauritis desmora ingår i släktet Garsauritis och familjen praktfjärilar. Inga underarter finns listade i Catalogue of Life.